# Oscar del Calcio
Los Oscar del Calcio son los premios entregados anualmente por la Asociación Italiana de Futbolistas a los mejores jugadores de la Serie A. Los ganadores de los premios son elegidos por los mismos jugadores.
La primera edición fue celebrada en 1997 y los premios eran los siguientes:
- Mejor Futbolista Italiano
- Mejor Futbolista Extranjero
- Mejor Futbolista Joven
- Mejor Portero
- Mejor Árbitro
- Mejor Entrenador

En el año 2000 el premio al Mejor Defensor fue añadido al evento, al igual que el de "Mejor Gol del Año" en 2005, mientras que el del Mejor Equipo fue retirado y reemplazado por el Equipo del Año, que se entrega desde la temporada 2010-11.

## Palmarés
| Año  | Jugador                      | Club                      |
| ---- | ---------------------------- | ------------------------- |
| 1997 | Roberto Mancini              | U. C. Sampdoria           |
| 1998 | Ronaldo                      | Inter de Milán            |
| 1999 | Christian Vieri              | S. S. Lazio               |
| 2000 | Francesco Totti              | A. S. Roma                |
| 2001 | Zinedine Zidane              | Juventus F. C.            |
| 2002 | David Trezeguet              | Juventus F. C.            |
| 2003 | Pavel Nedvěd Francesco Totti | Juventus F. C. A. S. Roma |
| 2004 | Kaká                         | A. C. Milan               |
| 2005 | Alberto Gilardino            | Parma F. C.               |
| 2006 | Fabio Cannavaro              | Juventus F.C.             |
| 2007 | Kaká                         | A. C. Milan               |
| 2008 | Zlatan Ibrahimović           | Inter de Milán            |
| 2009 | Zlatan Ibrahimović           | Inter de Milán            |
| 2010 | Diego Milito                 | Inter de Milán            |
| 2011 | Zlatan Ibrahimović           | A. C. Milan               |
| 2012 | Andrea Pirlo                 | Juventus F.C.             |
| 2013 | Andrea Pirlo                 | Juventus F.C.             |
| 2014 | Andrea Pirlo                 | Juventus F.C.             |
| 2015 | Carlos Tévez                 | Juventus F.C.             |
| 2016 | Leonardo Bonucci             | Juventus F.C.             |
| 2017 | Gianluigi Buffon             | Juventus F.C.             |
| 2018 | Mauro Icardi                 | Inter de Milán            |
| 2019 | Cristiano Ronaldo            | Juventus F.C.             |
| 2020 | Cristiano Ronaldo            | Juventus F.C.             |
| 2021 | Romelu Lukaku                | Inter de Milán            |
| 2022 | Rafael Leão                  | A. C. Milan               |
| 2023 | Victor Osimhen               | S. S. C. Napoli           |
| 2024 | Lautaro Martínez             | Inter de Milán            |

## Número de premios por equipo
- Actualizado al final de la temporada 2019-20.

| Equipo         | Serie A | Italiano | Extranjero | Joven | Portero | Defensor | Entrenador | Total |
| -------------- | ------- | -------- | ---------- | ----- | ------- | -------- | ---------- | ----- |
| Juventus       | 12      | 3        | 5          | -     | 13      | 5        | 11         | 49    |
| Internazionale | 5       | 1        | 4          | -     | 4       | 2        | 2          | 18    |
| Milan          | 3       | -        | 4          | 1     | 1       | 2        | 3          | 14    |
| Roma           | 2       | 6        | -          | 3     | 1       | -        | 2          | 14    |
| Lazio          | 1       | 1        | -          | 1     | 1       | 3        | 1          | 8     |
| Parma          | 1       | 1        | -          | 1     | 2       | -        | -          | 5     |
| Fiorentina     | -       | -        | 1          | 2     | 1       | -        | 1          | 5     |
| Atalanta       | -       | -        | -          | 1     | -       | -        | 2          | 3     |
| Sampdoria      | 1       | 1        | -          | -     | -       | -        | -          | 2     |
| Udinese        | -       | 1        | -          | -     | 1       | -        | -          | 2     |
| Napoli         | -       | -        | -          | 1     | -       | -        | 1          | 2     |
| Cagliari       | -       | -        | 1          | -     | -       | -        | -          | 1     |
| Bari           | -       | -        | -          | 1     | -       | -        | -          | 1     |
| Bologna        | -       | -        | -          | 1     | -       | -        | -          | 1     |
| Palermo        | -       | -        | -          | 1     | -       | -        | -          | 1     |
| Reggina        | -       | -        | -          | 1     | -       | -        | -          | 1     |
| Chievo         | -       | -        | -          | -     | -       | -        | 1          | 1     |

## Premios especiales

### Tarjeta de Oro
| Año  | Ganador           |
| ---- | ----------------- |
| 1998 | Raimondo Vianello |
| 1999 | Teo Teocoli       |
| 2000 | Gialappa's Band   |
| 2001 | Maurizio Crozza   |
| 2002 | Gene Gnocchi      |

### Futbolista del Siglo
| Año  | Exfutbolista  |
| ---- | ------------- |
| 2000 | Franco Baresi |

### Mejor Gol del Año
| Año  | Jugador            | Club           | Partido                            |
| ---- | ------------------ | -------------- | ---------------------------------- |
| 2004 | Andriy Shevchenko  | A.C. Milan     | Roma - Milan (6/01/2004)           |
| 2005 | Francesco Totti    | A.S. Roma      | Inter - Roma (26/10/2005)          |
| 2006 | Francesco Totti    | A.S. Roma      | Sampdoria - Roma (26/11/2006)      |
| 2007 | Riccardo Zampagna  | Atalanta B.C.  | Fiorentina - Atalanta (16/09/2007) |
| 2008 | Zlatan Ibrahimović | Inter de Milán | Inter - Bologna (4/10/2008)        |
| 2009 | Fabio Quagliarella | Udinese Calcio | Napoli - Udinese (31/01/2009)      |
| 2010 | Maicon             | Inter de Milán | Inter - Juventus (16/04/2010)      |

### Equipo del Año

#### Como premio delOscar del Calcio
| Año  | Club          |
| ---- | ------------- |
| 1997 | Juventus F.C. |
| 1998 | Juventus F.C. |
| 1999 | S.S. Lazio    |

#### Premio Equipo del Año
| Año  | Club           |
| ---- | -------------- |
| 2009 | Inter de Milán |
| 2010 | Inter de Milán |
| 2011 | Udinese Calcio |
| 2012 | Juventus F.C.  |
| 2013 | Juventus F.C.  |

### Goleador del Año
| Año  | Nac.                 | Jugador              | Club              |
| ---- | -------------------- | -------------------- | ----------------- |
| 2006 | Bandera de Italia    | Luca Toni            | A.C.F. Fiorentina |
| 2007 | Bandera de Italia    | Francesco Totti      | A.S. Roma         |
| 2008 | Bandera de Italia    | Alessandro Del Piero | Juventus F.C.     |
| 2009 | Bandera de Argentina | Diego Milito         | Genoa C.F.C.      |
| 2010 | Bandera de Italia    | Antonio Di Natale    | Udinese Calcio    |

### Premio al Fair Play
| Año  | Nac.              | Ganador           | Club           |
| ---- | ----------------- | ----------------- | -------------- |
| 2007 |                   | A.C.F. Fiorentina |                |
| 2008 | Bandera de Italia | Franco Brienza    | Reggina Calcio |
| 2009 | Bandera de Italia | Giuseppe Pillon   | Reggina Calcio |
| 2010 | Bandera de Italia | Antonio Di Natale | Udinese Calcio |

### Mejores Aficionados
| Año  | Ganador                 |
| ---- | ----------------------- |
| 2007 | Genoa Club For Children |
| 2008 | Stefano Borgonovo       |

### Jugador Favorito de los Aficionados
| Año  | Nac.                 | Jugador              | Club            |
| ---- | -------------------- | -------------------- | --------------- |
| 2001 | Bandera de Italia    | Alessandro Del Piero | Juventus F.C.   |
| 2002 | Bandera de Italia    | Roberto Baggio       | Brescia Calcio  |
| 2005 | Bandera de Suecia    | Zlatan Ibrahimović   | Juventus F.C.   |
| 2006 | Bandera de Italia    | Gianluigi Buffon     | Juventus F.C.   |
| 2007 | Bandera de Italia    | Gianluigi Buffon     | Juventus F.C.   |
| 2008 | Bandera de Italia    | Alessandro Del Piero | Juventus F.C.   |
| 2009 | Bandera de Argentina | Diego Milito         | Inter de Milán  |
| 2010 | Bandera de Uruguay   | Edinson Cavani       | S. S. C. Napoli |